# Siti Aisyah Alias
Siti Aisah Binti Hj Alias é uma pesquisadora e docente da Malásia. Ela é professora adjunta e vice-Diretora do National Antarctic Research Centre (NARC), na Malásia. Seu trabalho centra-se na fisiologia de micróbios e fungos marinhos e polares.

## Início da vida e educação
Alias nasceu em 25 de março de 1966, na Malásia. Ela estudou na Tunku Ampuan Durah, de 1981 a 1983. Ela se formou na Universidade de Malaya, com um bacharelado em Ecologia, em 1991. Ela obteve um doutorado em micologia marinha na Universidade de Portsmouth, em 1996. Ela voltou para a Malásia para trabalhar como professora no Instituto de Ciências Biológicas e iniciou um programa de pesquisa sobre micologia marinha, mais tarde investigando a diversidade de fungos e enzimologia. Em 2015, ela foi transferida para o Instituto de Ciências do Mar e da Terra (IOES).

## Carreira e impacto
Desde 2001, Alias é a vice-diretora do National Antarctic Research Centre (NARC). Ela é uma delegado nacional do Scientific Committee on Antarctic Research (SCAR), representando a Malásia. É também membro da Comissão para o Fórum Asiático em Ciências Polares (AFOPS) e da Força-Tarefa da Academia de Ciência da Malásia para o Programa Antártico.
Como uma pesquisadora principal do MARP, sua linha de pesquisa científica inclui a  biodiversidade de fungos e filobiogeografia.  Ela também tem uma significativa experiência de campo na Antártica e no Ártico, participando de várias expedições de pesquisa por lá (2000-2010).

## Prêmios e homenagens
Alias recebeu Prêmio Nacional Jovem Cientista, do Ministério da Ciência, Tecnologia e Ambientais, Malásia (2001) e uma bolsa de estudos da Universidade das Nações Unidas, em Tóquio, Japão, UNESCO, Paris (2008).